# Prolamina
Les prolamines són un grup de proteïnes d'emmagatzematge vegetals, que s'anomenen així pel gran nombre d'aminoàcids prolina i glutamina que contenen. Ocorren a l'endosperma d'alguns cereals i reben diversos noms segons de quin provenen: gliadines si procedeix del blat; hordeïnes, de l'ordi; secalines, del sègol, i les avenines, de la civada o avena. En general només són solubles en solucions alcohòliques (60-70% d'etanol o 50% d'isopropanol) i aigua. Algunes prolamines, en particular la gliadina i similars, que trobem en plantes de la família Triticeae semblen implicades en la celiaquia en els individus genèticament predisposats, car formen part del gluten, que és la principal proteïna d'aquest grup.
El fet que les prolamines siguin presents en alguns cereals, els quals representen una part fonamental de l'alimentació mundial, és una de les causes que hom faci estudis de recerca sobre les propietats funcionals d'aquestes proteïnes, especialment l'extensibilitat i l'elasticitat, característiques per la seva singularitat.

## Descoberta

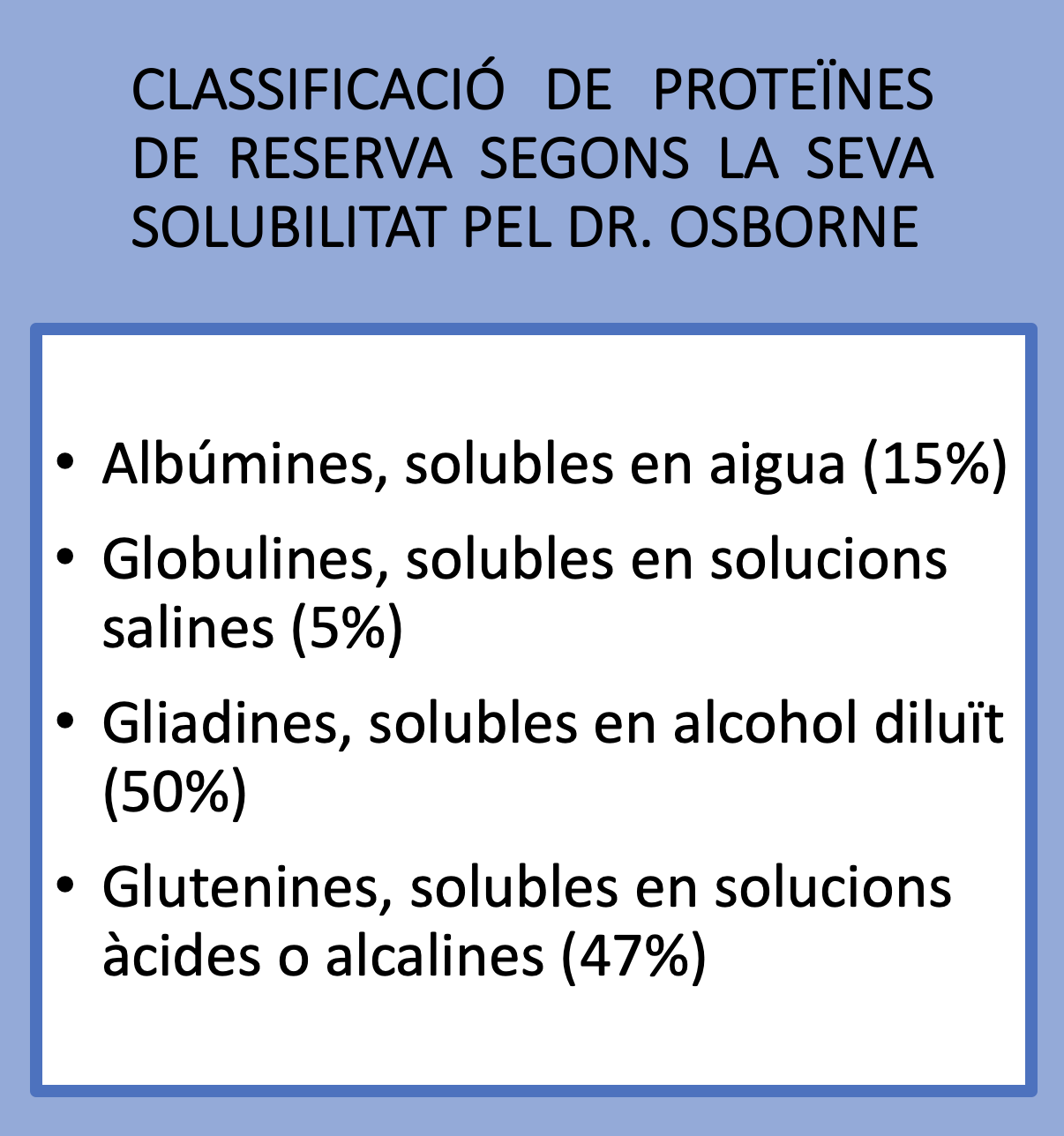
Figura 1. Representa la classificació del Dr. Osborne després del seu experiment sobre les proteïnes del gra del blat.

Com hem esmentat anteriorment, les prolamines són un grup de proteïnes de reserva que se subdivideixen en gliadines i glutenines principalment, tot i que podem trobar altres grups amb menys ressonància com l'orzeïna, la kafirina, la zenïa, l'avenina, l'hordeïna... Totes dues formen part de la composició dels de la majoria de cereals, per la qual cosa són una important font de proteïnes per a humans i animals. És per això que ja fa més de 250 anys que s'investiguen aquests grups proteics.
El seu nom deriva de la gran quantitat d'aminoàcids prolina i glutamina en la seva composició. Aquests dos aminoàcids fan que les prolamines siguin molt solubles en compostos orgànics, a causa que la prolina és una molècula apolar amb cadenes laterals hidrofòbiques i la glutamina és una molècula polar amb una carboxamida terminal, en compte de l'àcid carboxílic, i té una cadena lateral hidròfila, però sense càrrega elèctrica.
Una de les primeres aproximacions de les característiques, classificació i nomenclatura de les diferents proteïnes que hi ha a l'endosperma del gra de blat va ser publicada per Osborne el 1907. Aquest les va classificar segons la seva solubilitat i ho va fer per mitjà d'un experiment amb extraccions seqüencials. La classificació ha estat la base de les noves classificacions proteiques, es pot observar a la Figura 1.

## Classificació i estructura
Classificació de les principals prolamines dels cereals acompanyades d'una breu explicació de les seves característiques principals i la configuració de la seva estructura:

### Gliadina (prolamina del blat)
- Característiques:

Són proteïnes d'emmagatzematge del blat (Triticum sp.), que —a més a més—, aporten un increment de viscositat i extensibilitat a les masses de blat, la qual cosa permet que la massa pugui estirar-se, sense trencar-se, en augmentar-ne la grandària durant la fermentació. D'una altra perspectiva, la gliadina és una proteïna capaç de provocar efectes negatius a les persones, com l'obesitat i la diabetis, ja que, per exemple, qui consumeix gliadiana, ingereix 400 calories diàriament. Això es deu, en part, al fet que el blat que es consumeix avui dia ha estat modificat genèticament per tal d'augmentar les collites, per la qual cosa la gliadina que trobem actualment s'ha modificat.
Les masses moleculars de les gliadines oscil·len entre els 20,000 i els 70,000 Da, i, atès que pertanyen al conjunt de les prolamines, són solubles en alcohol (etanol, 1 i 2-propanol).
- Estructura:

Estructura en tres dimensions de la gliadina.

Dins del grup de les prolamines, cada proteïna té les seves propietats fisicoquímiques particulars. En el cas de les gliadines, aquestes són monomèriques (cadenes polipeptídiques simples), fet que les diferencia, per exemple, de les glutenines que són polimèriques, com veurem més endavant.
Segons la seva mobilitat en gels d'electroforesis, les gliadines es classifiquen en quatre grups (α-, β-, γ-, ω-gliadines). No obstant això, recents recerques defensen que els grups α- i β-gliadines pertanyen al quart grup, al costat de les ω-gliadines.
Les γ- i ω-gliadines són codificades per gens del loci (Gli-1) present al braç curt dels cromosomes del grup 1, les α- i β-gliadina, en canvi, són codificades per gens del loci Gli-2 localitzades al braç curt dels cromosomes del grup 6. La seva estructura primària consisteix en un domini central (DC) hidrofílic, el qual es troba envoltat de dominis terminals (DT) amb aminoàcids hidrofòbics, tenint seqüències repetides d'aminoàcids rics en glutamina (Gln) i prolina (Pro). A més, gairebé tots els aminoàcids ionitzables que estan presents en baixes concentracions, es presenten en el domini carboxil terminal (C-DT). Per exemple, les gliadines del tipus α- i γ- presenten un petit domini amino-terminal (N-DT) i un llarg DC i C-DT. Les ω-gliadines, a diferència,  presenten un llarg DC el qual abasta del 90 al 96% de la seqüència de la proteïna el qual té un curt N-DT i C-DT. A conseqüència de la presència tant de parts hidrofòbiques com hidrofíliques en α- i γ-gliadines condueixen al fet que presentin propietats anfifíliques.

### Glutenina (prolamina del blat)
- Característiques:

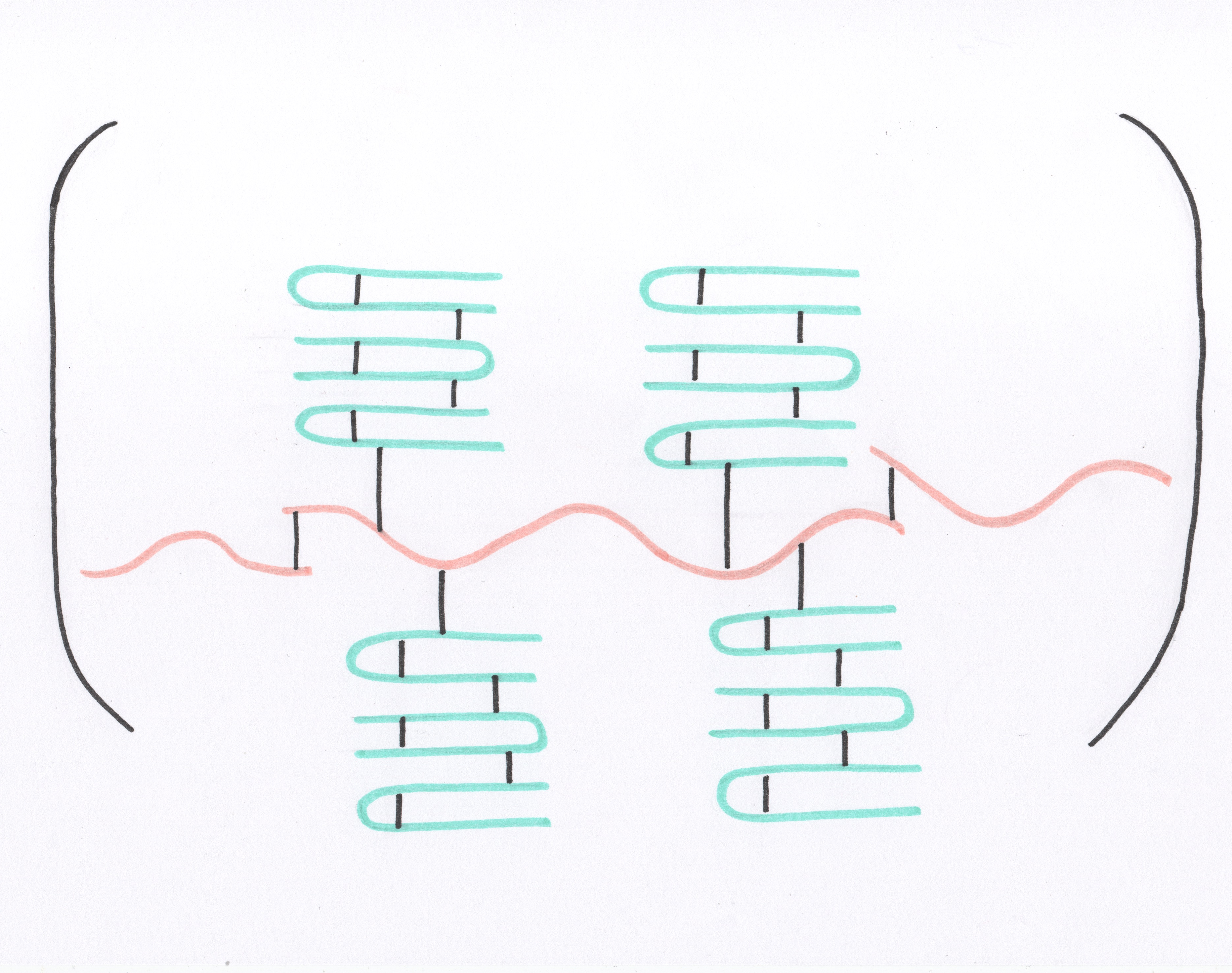
Model de polímer de glutenina de Graveland:-Línies taronges: Subunitats de glutenines d'alt pes molecular.
-Línies blaves: Subunitats de glutenines de baix pes molecular.
-Línies negres: Ponts disulfur.

La glutenina, com és el cas de les gliadines també, es troba als grans de blat (Triticum). El seu principal tret característic el trobem a l'hora de pastar el pa, ja que aquesta proteïna confereix una gran elasticitat, evitant que la massa s'estengui massa i col·lapsi (tant en la fermentació com en l'etapa de cocció). És a dir, permet a la massa de blat retornar a la seva forma i grandària original després d'haver estat estirada.
Aquesta prolamina presenta masses molars d'aproximadament 200,000 fins a uns pocs milions.
- Estructura:

Les glutenines són proteïnes polimèriques que es constitueixen de dues subunitats: les d'alt pes molecular i les de baix pes molecular. El fet que es formin grans polímers estabilitzats per ponts disulfur entre aquestes subunitats, fan que aquestes proteïnes siguin les més grans que es puguin trobar a la natura.

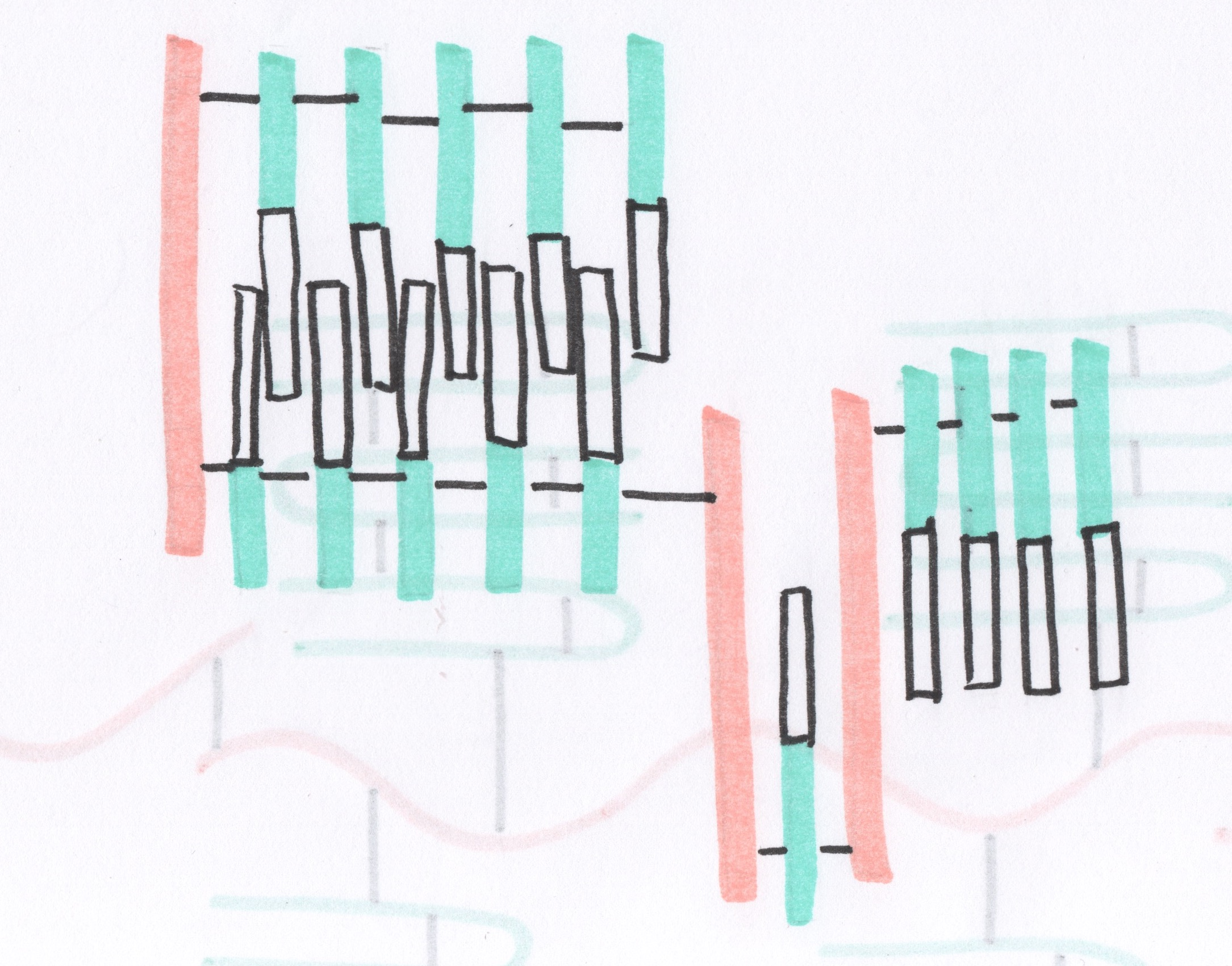
Model de polímer de glutenina de Kasarda:-Línies taronges: Subunitats de glutenines d'alt pes molecular.
-Línies blaves: Subunitats de glutenines de baix pes molecular.
-Línies negres: Ponts disulfur.

### Secalina (prolamina del sègol)
- Característiques:

Les secalines són un tipus de prolamines presents en el sègol (Secale cereale) amb funció d'emmagatzematge. Aquestes representen al voltant del 50% del nitrogen total de la llavor.
- Estructura:

Es troben com una mescla polimòrfica de polipèptids i, segons la seva mobilitat en gels electroforètics també es classifiquen en quatre grups depenent del pes molecular en: a) secalines d'alt pes molecular (de 100,000 Da o més), b) γ-secalines (40,000 Da), c) γ-secalines (75,000 Da) i d) ω-secalines (pesos moleculars al voltant de 50,000 Da).
L'estructura d'aquests quatre grups guarda certa relació amb les estructures proteiques de les prolamines presents en altres cereals com l'ordi o el blat.

### Hordeïna (prolamina de l'ordi)
- Característiques:

L'hordeïna és la prolamina que trobem en l'ordi (Hordeum vulgare), i és la principal proteïna d'emmagatzematge d'aquest tipus de cereal. El seu pes molecular varia segons el grup de hordeïnes al qual pertanyi la proteïna.
- Estructura:

Igual que en els anteriors cereals, establim quatre grups depenent de la mobilitat electroforètica que presenten (B, C, D i γ-hordeïna), representant aquests dos últims grups components minoritaris. De fet, la disponibilitat de nitrogen durant el creixement metabòlic és el que determinarà la proporció exacta de cada grup.
Com s'ha dit anteriorment el pes molecular varia segons el grup proteic al qual ens referim, passant per exemple, d'uns 36,000 i 44,000 Da amb 250-360 residus d'aminoàcids per a la fracció B-hordeïna, fins als entre 55,000 i 70,000 Da de la C-hordeïna. Cadascuna d'aquestes fraccions o grups està formada per una repetició d'octapèptids (Pro-Gln-Gln-ProPhe-Pro-Gln-Gln) amb almenys tres pentapèptids relacionats (Pro-Gln-Gln-Pro-Tyr).
L'hordeïna se sintetitza durant l'última etapa d'ompliment de gra i és dipositada en els cossos proteínics que es distorsionen i trenquen durant aquest procés, formant una matriu proteínica dins de les cèl·lules de l'endosperma.
A més, la variabilitat en la qualitat del maltejat al llarg de l'elaboració de la cervesa depèn de la síntesi i activitat de peptidases i proteases dins de l'embrió durant la germinació.

### Avenina (prolamina de civada)
- Característiques:

A diferència d'altres cereals, tant les prolamines de la civada (Avena sativa) com les de l'arròs, no són les principals proteïnes de reserva del seu cereal corresponent, ja que cedeixen aquest rol d'emmagatzematge a les globulines. 
Aspectes rellevants quant a les seves propietats mecàniques destaquen la seva gran elasticitat, la qual cosa permet l'elaboració de pel·lícules comestibles al no ser fràgil. Per una altra banda, té beneficis sobre la salut ja que entre altres coses facilita la prevenció de malalties cardiovasculars i digestives. Pel que fa a aquestes últimes, un aspecte important és el fet que les persones que sofreixen alguna malaltia celíaca poden consumir civada amb normalitat ja que en ingerir aquest cereal no mostren els típics símptomes de la malaltia al no existir interacció intestinal amb aquesta proteïna. Respecte al seu ús, també és bastant freqüent trobar-la com a component en material d'envasament d'aliments o recobriment.
Pel que fa a la seva solubilitat, l'avenina és més hidrofílica que unes altres prolamines, i això ho comprovem en el fet que la seva màxima solubilitat està en etanol al 45%, mentre que unes altres prolamines la tenen en etanol al 50 i 90% (w/w). Finalment, si al seu pes molecular ens referim, té un pes molecular que oscil·la entre els 20,000 i 30,000 Da.
- Estructura:

Les últimes recerques divideixen l'avenina en tres grups: α-, β-, γ-avenina. Aquestes prolamines són riques en sofre, contenint baixes concentracions d'aminoàcids bàsics i alt contingut d'àcid glutàmic i prolina.

### Zeïna (prolamina del blat de moro)
- Característiques:

La zeïna representa aproximadament el 50% de les prolamines que trobem als grans de blat de moro (Zea Mays). Aquestes tenen la funció d'emmagatzemar nitrogen per a la germinació de l'embrió i es localitzen a l'endosperma del gra.
Actualment, s'està proposant la zeïna com a alternativa al petroli pel disseny de dispositius de monitorització, biokits i biosensors.
- Estructura:

Les zeïnes es componen de petits cossos proteínics units per ponts disulfur. Diferenciem quatre grups de zeïnes (α-, β-, γ- i δ-15), cadascun d'ells amb un pes molecular, una seqüència d'aminoàcids i una solubilitat diferents; sent el grup α-zeïna el més habitual, ja que representa el 70% de les zeïnes. Aquest principal grup de zeïnes es classifica en dos subgrups amb pesos moleculars de 19.000 i 22.000, respectivament.

### Kafirina (prolamina del sorgo)
- Característiques:

La kafirina és la classe de prolamina que trobem al sorgo, melca o dacsa (Sorghum). Com en el cas d'unes altres prolamines dels cereals, diferenciem diversos tipus, cadascun dels quals amb un pes molecular diferent. En el cas de la kafirina va des dels 15.000 fins als 30.000 Da.
- Estructura:

Com s'ha dit anteriorment, depenent de les relacions amb les zeïnes respecte a composició i seqüència d'aminoàcids, pesos moleculars i reaccions immunoquímiques creuades, classifiquem les kafirines en tres grups: α-, β-, γ-kafirines.
La α-kafirina pot pesar des dels 23.000 fins als 25.000 Da aproximadament. Comprèn entre el 80 i 84% del total de la fracció de l'endosperma vitri i un 66-71% en l'endosperma opac.
La β-kafirina, en canvi, pes 15,000, 17,000 o 18, 000 Da, depenent de la classe de β-kafirina a la qual ens referim. Aquestes, representen entre el 7 i 8% del total de les kafirines de l'endosperma vitri i del 10-13% en l'endosperma opac.
La γ-kafirina té un pes molecular d'uns 20.000 Da. Es troba present en l'endosperma vitri del 9 i 12%, mentre que en l'endosperma opac del 19-21%.
Cal destacar que tant les β-kafirines com les γ-kafirines, guarden una estreta relació de semblança amb les β-zeïnes i les γ-zeïnes.

### Orzenina (prolamina de l'arròs)
- Característiques:

L'orzenina constitueix el 5% de tot el contingut proteic que podem trobar en l'arròs (Oryza Sativa), aquest oscil·la entre un 7 i un 8% en el gra de l'arròs. Aquesta prolamina la trobem en els cossos proteics de tipus I.
- Estructura:

Com en el cas de les prolamines d'altres cereals, l'orzenina té un pes molecular que varia segons la classe d'orzenina de la qual parlem. Existeixen dos principals grups: el primer conté molts aminoàcids sulfurats i pes molecular, aproximadament, d'uns 10.000 Da; el segon, en canvi, oscil·la prop dels 13.000 Da. Aquest últim grup, a més, es divideix en dos subgrups, segons el nombre de grups polipeptídics que el constitueixin: el tipus A si està format per més de set grups polipeptídics i, el tipus B si l'arriben a formar més de cinc grups polipeptídics, però sense arribar a set. Aquest últim tipus pot arribar a pesar fins a 16.000 Da, ja que conté grans quantitats d'aminoàcids sulfurats.

## Funció
Les prolamines són proteïnes d'emmagatzematge. Segons el tipus de prolamina, la substància principal emmagatzemada pot ser diferent, tot i que generalment es caracteritzen per ser magatzems de nitrogen.

### Gliadina
Les gliadines són les proteïnes d'emmagatzematge del blat. Com un dels principals components del gluten, actuen com a modificadors de les interaccions entre les cadenes de glutenina afeblint-les per obtenir una major viscositat de la massa.

### Glutenina
També són proteïnes d'emmagatzematge del blat, i juntament amb les gliadines són el principal component del gluten. Els polímers de glutenina són els que li donen a la massa del gluten les propietats de força i elasticitat.

### Secalina
Són les proteïnes d'emmagatzematge del sègol. La presència d'aquesta proteïna representa aproximadament el 50% del nitrogen total que hi ha a la llavor de sègol. Per tant, podem dir que és el principal magatzem de nitrogen de la planta durant la seva germinació.

### Hordeïna
Glicoproteïnes d'emmagatzematge de l'ordi. Hi ha diferents subgrups d'aquestes proteïnes, classificats segons la seva mobilitat electroforètica. A més, aquests grups també tenen diferents concentracions de nitrogen, fet que condicionarà la proporció d'aquests depenent de disponibilitat de la planta al nitrogen durant el seu creixement.
Se sap que la gamma-hordein-3 (hordeïna gamma 3) actua en el transport i la focalització de les prolamines al vacúol de l'endosperma en desenvolupament de l'ordi.

### Avenina
Són proteïnes d'emmagatzematge que es troben en la civada. Cal dir que només constitueixen el 10% del 15% del contingut proteic de les llavors de civada en total, fet que contrasta amb el blat, en què les prolamines representen el 80% del total contingut proteic de les llavors. Serveixen com a font de nitrogen, carboni i sofre a l'inici del desenvolupament de la llavor o planta.

### Zeïna
Les zeïnes són les proteïnes d'emmagatzematge del gra de blat de moro. Representen aproximadament un 50% del contingut proteic del blat de moro i la seva principal funció és la d'emmagatzemar nitrogen pel procés de la germinació. D'entre les seves característiques destaca el fet que són inodores, insípides, dures, insolubles en aigua i comestibles. Gràcies a aquestes propietats, la zeïna té una gran varietat d'usos industrials i alimentaris.

### Kafirina
Les kafirines són proteïnes d'emmagatzematge dels grans de mill. La seva funció principal és la de proveir nitrogen durant el procés de desenvolupament de la planta. Tot i això, també destaca el fet que altes concentracions d'aquesta proteïna en els grans de mill, redueixen la digestibilitat de l'aliment. Això es deu als ponts disulfur que formen aquestes proteïnes i que dificulten la seva digestió.

### Orzenina
Són proteïnes d'emmagatzematge de l'arròs, tot i que representen només el 5% del contingut proteic dels grans d'arròs. Presenten altes concentracions d'aminoàcids sulfurats, per tant, funcionen com a magatzems de sofre.

## Malalties relacionades

### Celiaquia
Les prolamines són responsables de causar en determinats grups de persones reaccions al·lèrgiques, autoimmunitàries, com és el cas de la malaltia celiaquia, que es tracta d'una enteropatia provocada per la hipersensibilitat a la ingesta d'aliments que continguin algun tipus de prolamina, especialment les presents al blat (gliadines i glutenines), tot i que sovint s'associa aquesta malaltia intestinal al consum d'aliments que continguin gluten.
Aquesta intolerància provoca que, en cas d'ingerir gluten, el sistema immunitari de l'organisme ataqui l'intestí prim i produeixi una lesió característica de la mucosa intestinal. Aquesta lesió origina una pèrdua total o parcial de les microvellositats que recobreixen l'intestí, encarregades de l'absorció dels nutrients.
Es considera que els al·lergògens responsables de la celiaquia són seqüències repetides d'aminoàcids que es troben a les prolamines. En concret, regions peptídiques d'alfa-gliadines compostes per 33 aminoàcids: LQLQPFPQPQLPYPQPQLPYPQPQLPYPQPQPF (P-prolina; Q-glutamina; L-leucina; F-fenilalanina; Y-tirosina).

## Regulació gènica de proteïnes de reserva en cereals

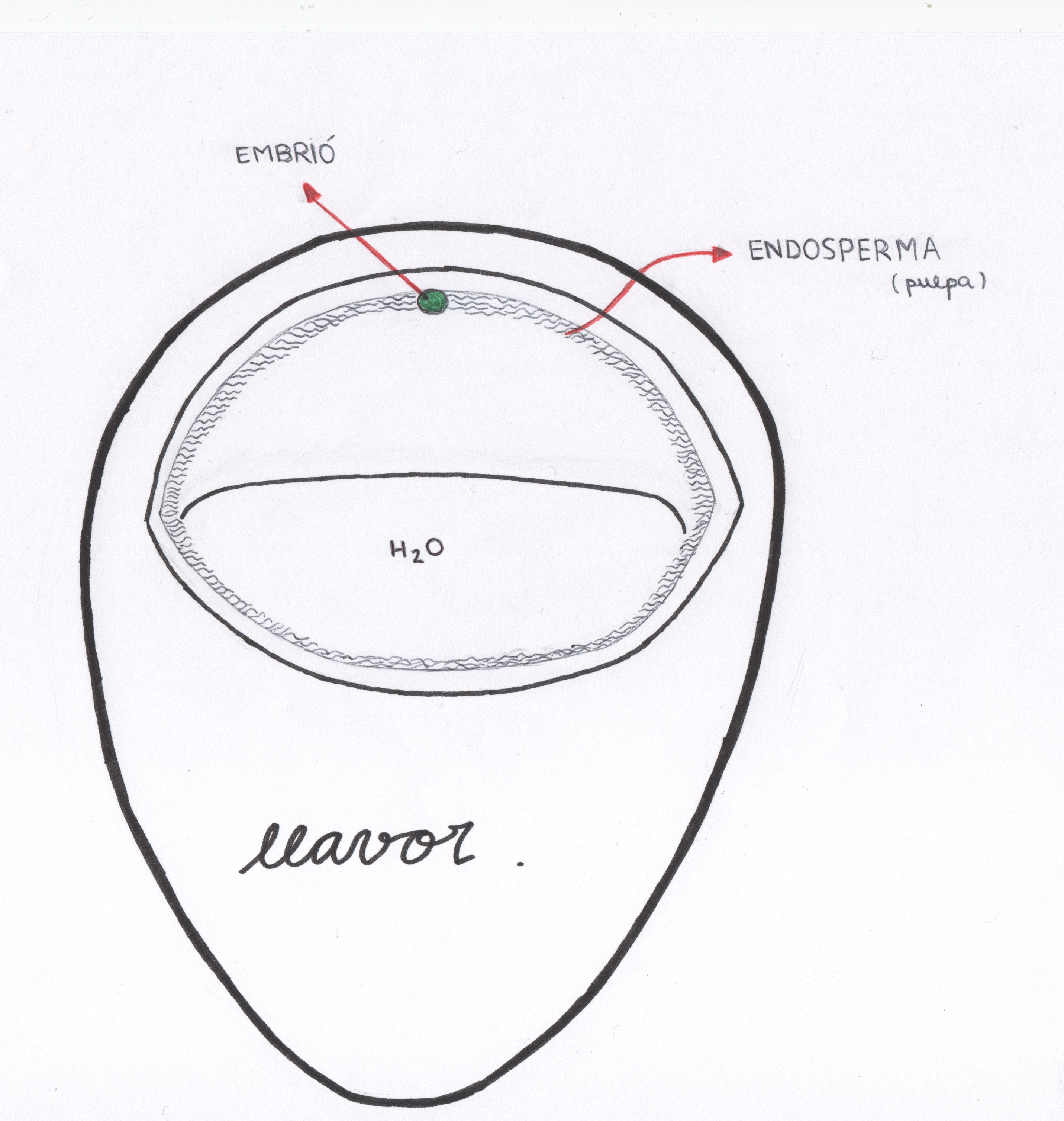
En aquest dibuix es poden observar les diferents parts d'una llavor, entre elles l'endosperma, on es troben les prolamines.

Es coneixen estudis que parlen de com és d'important la formació de llavors per a l'inici d'una nova generació. Els cereals són un cultiu primordial arreu del món i és per això que molts estudis se centren en aquest i que siguin la principal font de proteïna per al cos humà. Dintre de les proteïnes de reserva que es troben, diferenciem les globulines i les prolamines. Nosaltres ens fixarem en aquestes últimes.
Les prolamines es troben principalment a l'endosperma del cereal, que és un component de la llavor que acumula productes amb funció de reserva per a ser utilitzats posteriorment. Regular els gens d'aquestes proteïnes de reserva interessa per la seva alta especificitat i eficiència en la transcripció. El que hem d'entendre és que existeixen uns patrons en l'expressió dels gens específics de les llavors i que aquests ens mostren que existeixen una mena de complexos on hi ha activadors del procés transcripcional.
Amb aquests coneixements podem comprendre els diferents objectius que es tenen a l'hora de dur a terme la regulació gènica. La tesi doctoral de l'Elisabet Gas i Pascual, publicada per la Universitat de Barcelona, se centra sobretot en el blat de moro. Com hem vist abans, les proteïnes de reserva més abundants són les zeïnes, acumulades a l'endosperma. En concret, aquest estudi parla del gen γ- zeïna (γZ). Aquest gen es troba dues vegades per cada genoma haploide (23 cromosomes) però representa un 15% del producte granular. Amb aquestes dades extraiem la conclusió que, efectivament, hi ha una molt efectiva regulació de la transcripció gènica a través dels complexos abans esmentats.
Podem extreure altres conclusions com per exemple que el gen ZmGAMYB s'expressa a l'endosperma de blat de moro de forma restringida i lligada al desenvolupament del gra. També és bastant rellevant el fet que el gen γZ s'activa gràcies al GAMYB, un activador transcripcional d'aquest gen.